# Luisa Adorno
Pour les articles homonymes, voir Adorno.
Luisa Adorno, pseudonyme de Mila Curradi, est une écrivaine italienne née le 2 août 1921 à Pise (Italie) et morte le 12 juillet 2021 à Rome (Italie).

## Biographie
Luisa Adorno a exercé toute la vie le métier de professeure d'école secondaire et supérieure. Elle est la sœur de l'écrivain Mauro Curradi (1925-2005).
Durant sa jeunesse, elle a collaboré aux magazines Il Mondo de Mario Pannunzio, Paragone, L'Index des livres du mois, Abitare.
Elle a obtenu en 1985, avec Le Dorate stanze (Les Chambres dorées), le prix Pré-Europe et le prix Nazionale Letterario Pisa;  en 1990, avec Arco di luminara, le prix Viareggio et le prix Racalmare-Leonardo Sciascia;  en 1995, avec Come a un ballo in maschera, le prix Donna Martina Franca;  en 1999, avec Sebben che siamo donne, le prix Vittorini.
Depuis 1999, le fonds Luisa Adorno se trouve aux Archives d'État de Florence.
Elle a été élevée, le 1er juin 2001, par le président de la République Carlo Azeglio Ciampi au grade de grand officier de l'ordre du Mérite de la République italienne

## Œuvres en français
- Les Chambres dorées, [« Le Dorate stanze : storia in tre tempi »], trad. de Raymonde Coudert, Paris, Éditions Julliard, 1990, 266 p.  (ISBN 2-260-00621-3)
- La Dernière Province, [« L'ultima provincia »], trad. d'Angélique Lévi, Paris, Éditions Julliard, 1992, 203 p.  (ISBN 2-260-00707-4)